# Kadodara
Kadodara è una suddivisione dell'India, classificata come census town, di 14.819 abitanti, situata nel distretto di Surat, nello stato federato del Gujarat. In base al numero di abitanti la città rientra nella classe IV (da 10.000 a 19.999 persone).

## Geografia fisica
La città è situata a 21° 09' 42 N e 72° 57' 44 E.

## Società

### Evoluzione demografica
Al censimento del 2001 la popolazione di Kadodara assommava a 14.819 persone, delle quali 10.120 maschi e 4.699 femmine. I bambini di età inferiore o uguale ai sei anni assommavano a 1.779, dei quali 949 maschi e 830 femmine. Infine, coloro che erano in grado di saper almeno leggere e scrivere erano 10.076, dei quali 7.747 maschi e 2.329 femmine.